# ATP de Viña del Mar de 2013 - Duplas
Frederico Gil e Daniel Gimeno-Traver eram os atuais campeões, mas Gil decidiu não participar. Gimeno-Traver jogou ao lado de Albert Ramos, mas perderam na primeira rodada para Carlos Berlocq e Leonardo Mayer. Paolo Lorenzi e Potito Starace conquistaram o título, derrotando Juan Mónaco e Rafael Nadal na final por 6–2, 6–4.

## Cabeças de chave
| 1. Daniele Bracciali / Marcelo Melo (Primeira rodada) 2. František Čermák / Lukáš Dlouhý (Primeira rodada) | 1. Dustin Brown / Christopher Kas (Primeira rodada) 2. Oliver Marach / Horacio Zeballos (Quartas de final) |

## Chave

### Legenda
| - Q = Qualifier - WC = Wild Card (convidado/a) - LL = Lucky Loser | - Alt = Alternate - SE = Special Exempt - PR = Protected Ranking (ranking protegido) | - w/o ou w.o. = Walkover (não compareceu) - r ou ab. = Retired (abandonou) - d = Defaulted (desclassificado) |

| Primeira rodada | Primeira rodada             | Primeira rodada | Primeira rodada | Primeira rodada |  |  | Quartas de final | Quartas de final            | Quartas de final | Quartas de final | Quartas de final |  |  | Semifinais | Semifinais          | Semifinais | Semifinais | Semifinais |  |  | Final | Final               | Final | Final | Final |
|                 |                             |                 |                 |                 |  |  |                  |                             |                  |                  |                  |  |  |            |                     |            |            |            |  |  |       |                     |       |       |       |
| 1               | D Bracciali M Melo          | 6               | 2               | [4]             |  |  |                  |                             |                  |                  |                  |  |  |            |                     |            |            |            |  |  |       |                     |       |       |       |
|                 | A Kuznetsov A Sá            | 2               | 6               | [10]            |  |  |                  | A Kuznetsov A Sá            | 6                | 6                |                  |  |  |            |                     |            |            |            |  |  |       |                     |       |       |       |
| WC              | C Garín N Jarry             | 4               | 5               |                 |  |  |                  | R Ramírez Hidalgo T Robredo | 3                | 2                |                  |  |  |            |                     |            |            |            |  |  |       |                     |       |       |       |
|                 | R Ramírez Hidalgo T Robredo | 6               | 7               |                 |  |  |                  |                             |                  |                  |                  |  |  |            | A Kuznetsov A Sá    | 7          | 3          | [9]        |  |  |       |                     |       |       |       |
| 3               | D Brown C Kas               | 4               | 4               |                 |  |  |                  |                             |                  |                  |                  |  |  |            | P Lorenzi P Starace | 5          | 6          | [11]       |  |  |       |                     |       |       |       |
|                 | P Andújar P Riba            | 6               | 6               |                 |  |  |                  | P Andújar P Riba            | 4                | 3                |                  |  |  |            |                     |            |            |            |  |  |       |                     |       |       |       |
|                 | P Lorenzi P Starace         | 6               | 7               |                 |  |  |                  | P Lorenzi P Starace         | 6                | 6                |                  |  |  |            |                     |            |            |            |  |  |       |                     |       |       |       |
| WC              | G Lama N Massú              | 3               | 5               |                 |  |  |                  |                             |                  |                  |                  |  |  |            |                     |            |            |            |  |  |       | P Lorenzi P Starace | 6     | 6     |       |
|                 | D Gimeno-Traver A Ramos     | 2               | 3               |                 |  |  |                  |                             |                  |                  |                  |  |  |            |                     |            |            |            |  |  |       | J Mónaco R Nadal    | 2     | 4     |       |
|                 | C Berlocq L Mayer           | 6               | 6               |                 |  |  |                  | C Berlocq L Mayer           | 6                | 6                |                  |  |  |            |                     |            |            |            |  |  |       |                     |       |       |       |
|                 | N Monroe S Stadler          | 65              | 4               |                 |  |  | 4                | O Marach H Zeballos         | 2                | 4                |                  |  |  |            |                     |            |            |            |  |  |       |                     |       |       |       |
| 4               | O Marach H Zeballos         | 7               | 6               |                 |  |  |                  |                             |                  |                  |                  |  |  |            | C Berlocq L Mayer   | 3          | 4          |            |  |  |       |                     |       |       |       |
|                 | JS Cabal S Giraldo          | 4               | 6               | [7]             |  |  |                  |                             |                  |                  |                  |  |  |            | J Mónaco R Nadal    | 6          | 6          |            |  |  |       |                     |       |       |       |
|                 | G Rufin F Volandri          | 6               | 1               | [10]            |  |  |                  | G Rufin F Volandri          | 2                | 64               |                  |  |  |            |                     |            |            |            |  |  |       |                     |       |       |       |
|                 | J Mónaco R Nadal            | 6               | 6               |                 |  |  |                  | J Mónaco R Nadal            | 6                | 7                |                  |  |  |            |                     |            |            |            |  |  |       |                     |       |       |       |
| 2               | F Čermák L Dlouhý           | 3               | 2               |                 |  |  |                  |                             |                  |                  |                  |  |  |            |                     |            |            |            |  |  |       |                     |       |       |       |